# Leptophractus
Leptophractus is een geslacht van uitgestorven Embolomeri dat bekend is uit de kolenmijnen van het Laat-Carboon in de buurt van Linton, Ohio. 
De typesoort Leptophractus obsoletus werd in 1873 benoemd door Edward Drinker Cope.. De geslachtsnaam betekent 'zwak omheind' in het Grieks, een verwijzing naar de wijd uiteen staande marginale tanden. De soortaanduiding betekent 'verwaarloosd' in het Latijn, een verwijzing naar het gevonden zijn op een puinhoop van een kolenmijn, de Ohio Diamond Coal Company.
De syntypen bestaan uit een aantal bovenkaaksbeenderen en onderkaken. Een daarvan is specimen AMNH 6831.
In 1877 benoemde Cope een Leptophractus linoleatus op basis van een middendeel van een schedel met overeenkomstig stuk onderkaak.
In 1930 benoemde Alfred Romer een Leptophractus lancifer, een hernoeming van Rhizodus lancifer Newberry, 1856. Dit wordt tegenwoordig gezien als een jonger synoniem van Anthracosaurus.